# Ferdinand Coly
Ferdinand Alexandre Coly (* 9. Oktober 1973 in Dakar) ist ein ehemaliger senegalesischer Fußballspieler; er spielte auf der Position eines Verteidigers.

## Karriere
Coly startete seine Karriere bei Stade Poitiers; hier kam er bereits in seiner ersten Saison regelmäßig zum Einsatz, und am Ende der Saison stieg man in die Ligue 2, die zweithöchste französische Profiliga, auf. Zur Saison 1996/97 wechselte er dann zum Ligakonkurrenten LB Châteauroux; hier blieb Coly drei Saisons lang, ehe er zur Saison 1999/00 zum RC Lens wechselte. Dort konnte er durch konstant gute Leistungen glänzen, weshalb Coly in die Senegalesische Fußballnationalmannschaft berufen wurde. So gehörte er zum Kader Senegals an der Fußball-Weltmeisterschaft 2002, wo er in allen 5 Partien zum Einsatz kam, die der Senegal bestritt. Nach drei Spielzeiten beim RC Lens wurde Coly an Birmingham City in die englische Premier League ausgeliehen, wo er sich aber nicht durchzusetzen vermochte, weshalb er in der Winterpause zum RC Lens zurückkehrte. Zur Saison 2003/04 wechselte Coly erneut den Verein, diesmal zog es ihn zum italienischen Serie-A-Verein AC Perugia. Hier gelang ihm den Sprung in die Stammformation erst, als Perugia in die Serie B abgestiegen war. Zur Saison 2005/06 wechselte Coly dann zu seinem bisher letzten Verein, dem FC Parma. Coly gehörte unter anderem dem Kader der Senegalesische Fußballnationalmannschaft für die Fußball-Afrikameisterschaft 2006 an, aber auch dem von 2002, wo man Silber holen konnte.
Nach dem Ende seiner Laufbahn als Profifußballer war er drei Jahre lang Manager der senegalesischen Nationalmannschaft, später wurde Coly im Senegal als Landwirt tätig.

## Erfolge
- Teilnahme an einer WM: 2002 (5 Einsätze)
- Einzug ins Finale des Africa-Cups: 2002 (5 Einsätze)
- Teilnahme am Africa-Cup: 2004 (1 Einsatz), 2006 (4 Einsätze)